# Obraz Matki Bożej Szkaplerznej z Tarnowa
Obraz Matki Bożej Szkaplerznej – wizerunek przedstawiający Maryję z Dzieciątkiem, w typie Hodegetrii znajdujący się w kościele Najświętszej Maryi Panny Wniebowziętej (sanktuarium Matki Bożej Szkaplerznej) w Tarnowie „na Burku” w Małopolsce. Obraz otoczony jest kultem religijnym i uważany za łaskami słynący.

## Historia

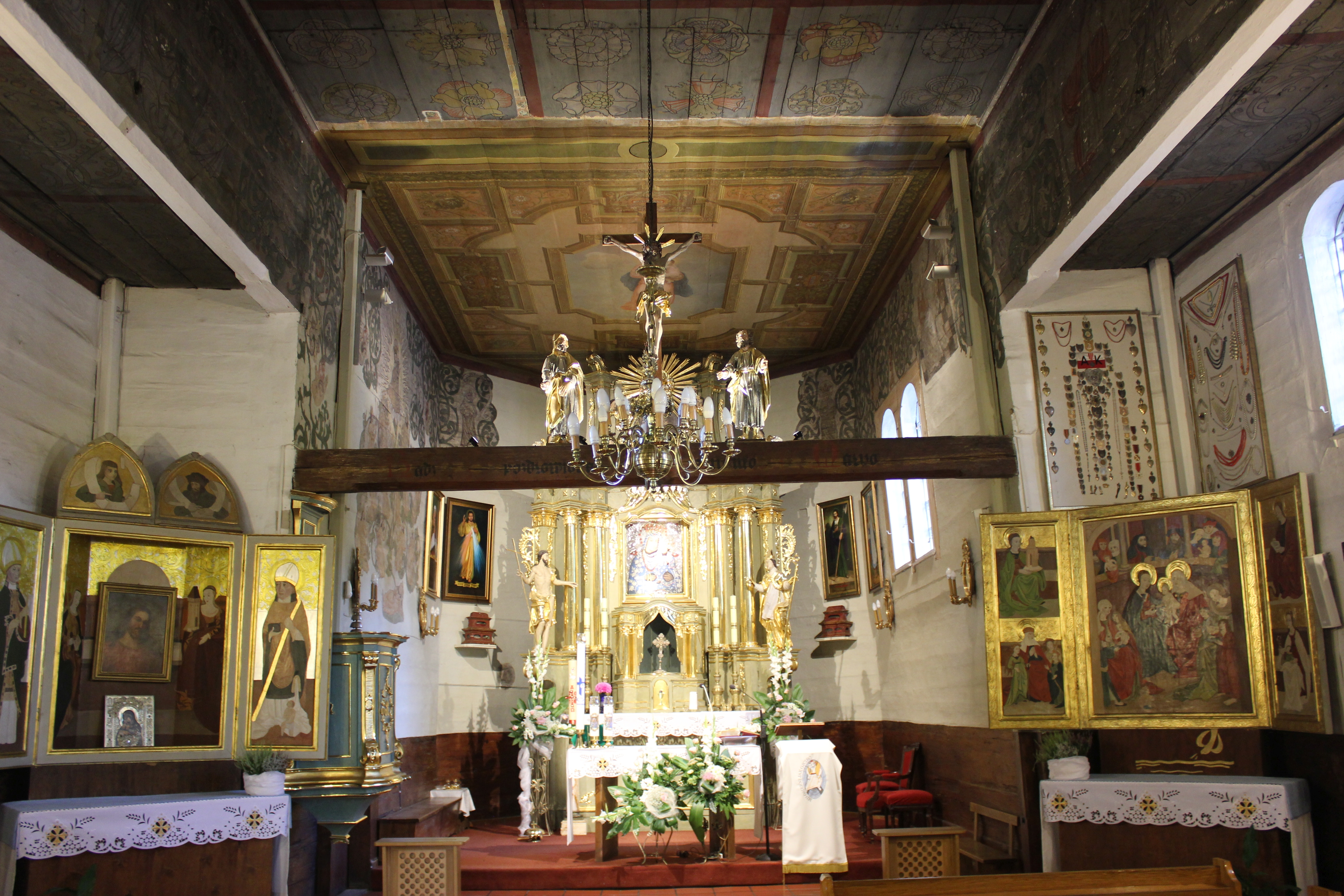
Wnętrze kościoła, w tle ołtarz z obrazem MB Szkaplerznej.

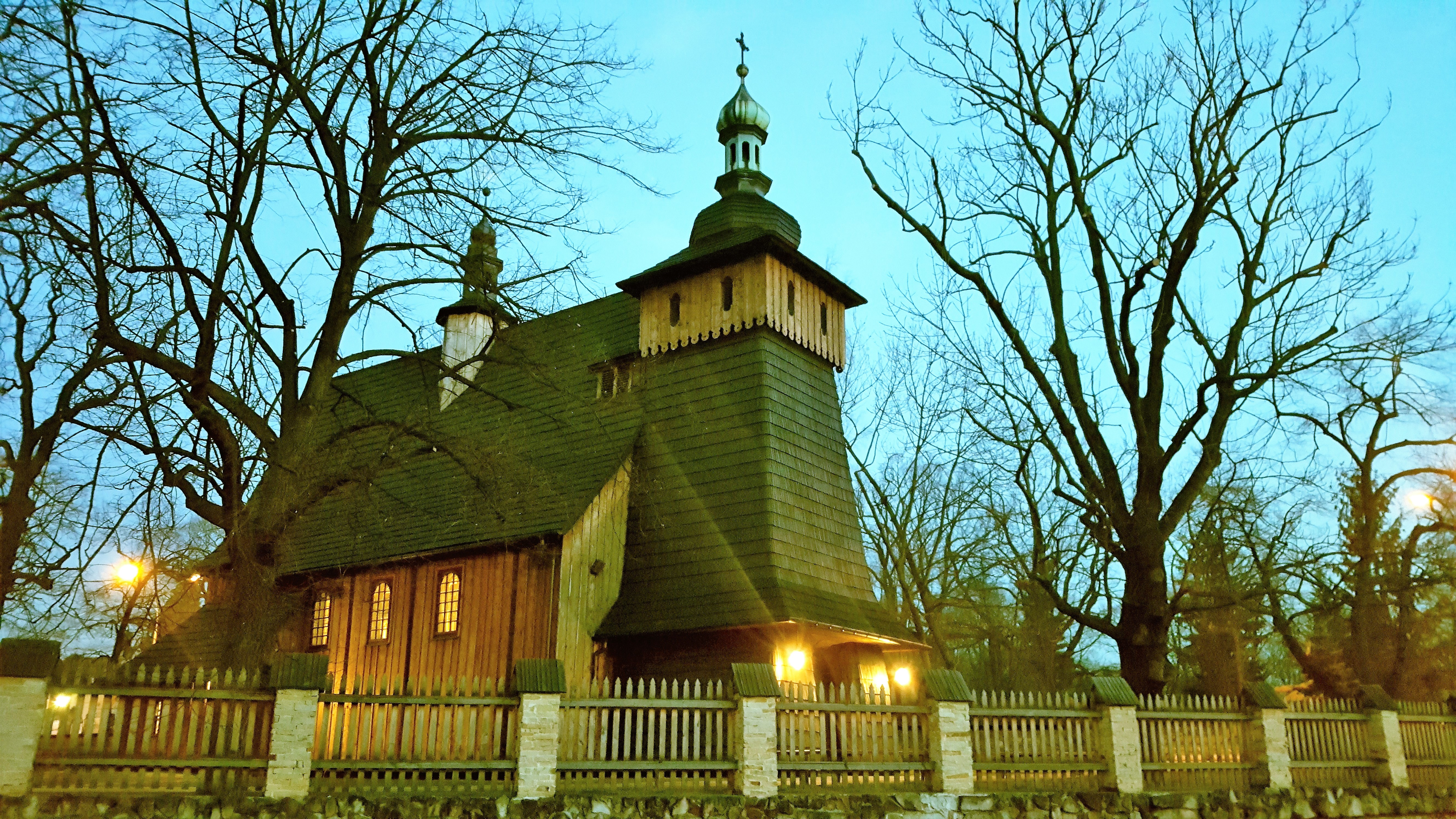
Kościół NMP Wniebowziętej, miejsce przechowywania cudownego obrazu.

W kościele Wniebowzięcia NMP w Tarnowie - Burku znajduje się umieszczony w głównym rokokowym ołtarzu z XVII w. obraz Matki Bożej z Dzieciątkiem z XVI w. w typie Hodegetrii. Obraz ma kształt stojącego prostokąta o wymiarach 92 x 70 cm. Podobrazie składa się z trzech lipowych desek zespolonych z sobą, na które zostało naklejone płótno a na nie nałożony podkład kredowy. Na obraz nałożone są sukienki z XX w. Nie ma żadnych danych o pochodzeniu tego obrazu, przypuszcza się, że obraz znajdował się początkowo w tarnowskiej katedrze w kaplicy bractwa szkaplerznego lub bractwa różańcowego.
Wizerunek Szkaplerznej Pani kilkakrotnie był przenoszony do katedry. Ze względów bezpieczeństwa pozostawał w niej do roku 1947. 11 września 1963 r. rozpoczęła się konserwacja obrazu przeprowadzona przez prof. Rudolfa Kozłowskiego, w trakcie prac odkryto, że obraz był czterokrotnie przemalowywany (ostania warstwa z II połowy XIX w.). Odkryto wówczas pierwotny, wczesnorenesansowy wizerunek Matki Bożej ale nie ze szkaplerzem lecz z różańcem w ręku. Na podstawie zdjęć rentgenowskich oraz odkrywek stwierdzono, że pierwotne dzieło był o wiele ciekawsze niż obecna jego wersja. Po konsultacjach z biskupem tarnowskim Jerzym Ablewiczem i ks. infułatem Janem Bochenkiem (któremu jako proboszczowi podlegał kościół na Burku) podjęto decyzję o pozostawieniu przemalowanego wizerunku. 15 lipca 1964 r. łaskami słynący obraz Madonny wrócił po konserwacji do Tarnowa, ale ze względu na prowadzone prace remontowe w kościółku na Burku, obraz umieszczono do czasu zakończenia tych prac, w katedrze (w Tarnowie) w ołtarzu Matki Bożej Różańcowej. Podjęto także starania o wykonanie nowej sukni dla NMP. Od 8 grudnia 2016 r. rozpoczęto kolejną konserwację obrazu, którą przeprowadziła konserwator Anna Borowska, która zakończyła się 8 lipca 2017 r. Prace konserwatorskie pozwoliły na cenne odkrycia mające ogromną wartość historyczną oraz artystyczną, m.in. zdjęto dwie ostatnie warstwy przemalowań przywracając Matce Bożej Szkaplerznej jej pierwotny blask. Usunięto w czasie tych prac m.in. warstwę czarnej farby z tła obrazu, odkrywając ciemnoniebieskie rozgwieżdżone niebo.

## Opis
Obraz przedstawia Matkę Boską z Dzieciątkiem Jezus, postacie ustawione są frontalnie do widza. Madonna ukazana jest w półpostaci, lewą ręką podtrzymuje swego syna – Jezusa, a w prawej trzyma szkaplerz. Głowa matki schylona jest lekko w kierunku Jezusa, który swobodnie unosi swą główkę w kierunku matki – Maryi, choć oczy spoglądają w dal. Na głowie Maryi widać zarys korony, a twarz jej jest delikatnie owalna w jasnej tonacji, policzki lekko zaróżowione. Oczy szeroko otwarte skierowane na widza. Z twarzy Maryi bije serdeczność i czułość. Dzieciątko unosi prawą dłoń do błogosławieństwa, a lewą opiera na kuli ziemskiej, którą trzyma na kolanach. Wokół głowy Jezusa widnieje ozdobny nimb. Całe tło, łącznie z postacią Matki Boskiej i Jezusa jest okryte srebrzystą blachą, ozdobioną w wytłaczane kwiaty, z wycięciami na twarz i dłonie Madonny oraz głowę, rękę i nóżkę Dzieciątka. Na blachy nałożone są niebieskie sukienki, wokół szyi Maryi i jej syna zawieszone są sznury korali, zaś w lewej dłoni matki umieszczone są dwa prostokąciki tj. szkaplerz. Na skroniach Madonny i Jezusa umieszczone są korony.

## Kult
Kult do Matki Bożej Szkaplerznej z tego wizerunku trwa od niepamiętnych czasów. W 1967 r. bp tarnowski Jerzy Ablewicz erygował to miejsce jako sanktuarium Matki Bożej Szkaplerznej. 26 kwietnia 1980 r. tutejszy rektorat należący do katedry został przekształcony (przez tego samego bpa) w samodzielną parafię pw. Matki Bożej Szkaplerznej. W celu usprawnienia duszpasterstwa i ruchu pielgrzymkowego w 1988 rozpoczęto budowę nowej murowanej świątyni także pw. Matki Bożej Szkaplerznej. W 1864 r. założone zostało tutaj bractwo szkaplerza świętego (nadal istniejące). W parafii działają też liczne róże różańcowe. Jedną z forum kultu obrazu jest co sobotnia wieczorna nowenna do Matki Bożej Szkaplerznej celebrowana przed wizerunkiem Madonny od września 1962 r. Co roku odbywa się Wielki Tygodniowy Odpust około 16 lipca (wspomnienie liturgiczne NMP z Góry Karmel – Matki Bożej Szkaplerznej). Od niepamiętnych czasów odpust 16 lipca był (i jest) obchodzony bardzo uroczyście. Przed maryjnym wizerunkiem odczytywane są intencje składane przez wiernych (zwłaszcza w czasie odpustu). W łączności z nowenną odprawiane są msze św. zbiorowe w intencjach zamawianych przez wiernych za przyczyną Szkaplerznej Maryi. Do łaskami słynącego obrazu przybywali i przybywają licznie pielgrzymi (także piesze pielgrzymki), zwłaszcza w czasie tygodniowego odpustu: z Tarnowa i okolic, diecezji (tarnowskiej) a także m.in. z Pilzna, Dębicy, Dąbrowy Tarnowskiej, Brzeska, Mielca, Zakliczyna, Nowego Sącza i Krakowa czy Katowic oraz z zagranicy; na odpust przychodzili z Czechosłowacji i Węgier. Wiele osób szczególnie podczas odpustu przyjmuje szkaplerz. Od 1935 r. prowadzona jest „Księga Łask i Cudów otrzymanych za przyczyną Matki Bożej Szkaplerznej na Burku w Tarnowie”. Wcześniejsza księga z zapisami cudów i łask nie zachowała się, a od 1971 prowadzona jest Księga Pielgrzymów, która ukazuje pielgrzymki indywidualne i zbiorowe z okolicy, różnych stron Polski czy zagranicy. Obraz Tarnowskiej Madonny jest uroczyście odsłaniany i zasłaniany, przy nim znajduje się wiele wotów dziękczynnych. Wierni często śpiewają godzinki szkaplerzne i pieśni maryjne szczególnie do Maryi Szkaplerznej oraz odprawiają Dróżki Maryjne (zwłaszcza w dni odpustowe). Istnieje też wiele modlitw do Matki Bożej Szkaplerznej z tarnowskiego Burku. Wierni często, zwłaszcza podczas odpustu obchodzą klęcząc ołtarz z łaskami słynącym obrazem Łaskawej Matki.